# NGC 4636
NGC 4636 é uma galáxia elíptica (E) localizada na direcção da constelação de Virgo. Possui uma declinação de +02° 41' 14" e uma ascensão recta de 12 horas, 42 minutos e 49,7 segundos.
A galáxia NGC 4636 foi descoberta em 23 de Fevereiro de 1784 por William Herschel.